# San Miguel Xometla
San Miguel Xometla är en ort i Mexiko, tillhörande kommunen Acolman i delstaten Mexiko. San Miguel Xometla ligger i den centrala delen av landet och tillhör Mexico Citys storstadsområde. Orten hade 4 571 invånare vid folkräkningen 2010.